# Koji Sasaki
Koji Sasaki (Japó, 30 de gener de 1936) és un futbolista japonès que disputà catorze 14 partits amb la selecció japonesa.